# 打田峻一
打田 峻一（うちだ しゅんいち、1909年1月15日 - 1992年6月19日）は、日本の法学者・弁護士・元国家公務員。
専修大学名誉教授。多数の門下生（研究者）を育てる。
「打田畯一」とも表記される。

## 経歴
1909年1月15日、東京市麹町区三番町に生まれる。東京府立第一中学校・第一高等学校を経て、1932年に東北帝国大学法文学部卒業、1934年には同大学院（旧制）修了。
その後、東京で弁護士として活動し、1945年東京大空襲の戦災に遭遇。再び東北大学の勝本正晃の下で助手を務め、1948年に衆議院法制局入局。1957年から1979年に定年退職するまで専修大学法学部教授にあった。1992年、脳梗塞のため死去。

## 著書
共著
- （中川善之助）と共著『契約』 青林書院, 1953年（昭和28年）
- （中川善之助）編『家庭法律大辞典』 第一法規出版, 1966年（昭和41年）
- （中川善之助）・（遠藤浩）・（山本進一）・（森泉章四）との共著『財産法入門』 一粒社, 1971年（昭和46年）
- （五十嵐清）・（遠藤浩）・（川井健）・（島津一郎）編『民法学の基礎知識（2）債権』 有斐閣, 1975年（昭和50年）

その他多数

## 恩師
指導教授に勝本正晃・小町谷操三がいる。